# Dániel Böde
Dániel Böde (Szekszárd, 24 de outubro de 1986) é um futebolista profissional húngaro que atua como atacante, atualmente defende o Paksi.

## Carreira
Dániel Böde fez parte do elenco da Seleção Húngara de Futebol da Eurocopa de 2016.